# Gorgonzola (metropolitana di Milano)
Gorgonzola è una stazione della linea M2 della metropolitana di Milano, a servizio dell'omonimo comune.
Si trova all'interno della zona tariffaria Mi5.

## Storia
La stazione venne inaugurata il 5 maggio 1968 come parte della prima tratta delle linee celeri dell'Adda. La nuova tratta, lunga 13 chilometri, andava da Cascina Gobba a Gorgonzola. Presso questa stazione, la linea confluiva sulla vecchia tranvia per Vaprio, mediante un raccordo.
La "linea celere" fu inizialmente servita dai tram per Vaprio e per Cassano d'Adda. Dal 4 dicembre 1972, il servizio sulla tratta Milano-Gorgonzola fu effettuato dai treni della linea M2, mentre rimase quello tranviario fra Gorgonzola e Vaprio e fu soppresso quello per Cassano: l'impianto fu quindi punto d'interscambio fra mezzi metropolitani e tranviari.
La stazione, tuttavia, si rivelò inadatta a svolgere la funzione di capolinea metropolitano per la mancanza sia di aree adatte all'interscambio ferro-gomma sia di adeguati parcheggi. Pertanto, nel 1973, iniziarono i lavori per prolungare la linea fino a Gessate. I lavori procedettero lentamente, con alcune interruzioni; tuttavia il 1º febbraio 1978, ben prima della loro conclusione, anche la tranvia Gorgonzola-Vaprio fu soppressa e sostituita da un'autolinea.
Il prolungamento fu aperto il 13 aprile 1985.
Nel 2019 iniziarono i lavori di ristrutturazione e riqualificazione funzionale dell'impianto che consentirono la riduzione delle barriere architettoniche grazie anche alla costruzione di tre linee d'ascensore e all'attivazione di percorsi tattili. Fu inoltre costruito un nuovo ingresso sul lato settentrionale della stazione, in via Ticino, più funzionale rispetto al precedente. I lavori terminarono nelle prime settimane del 2023.

## Strutture e impianti

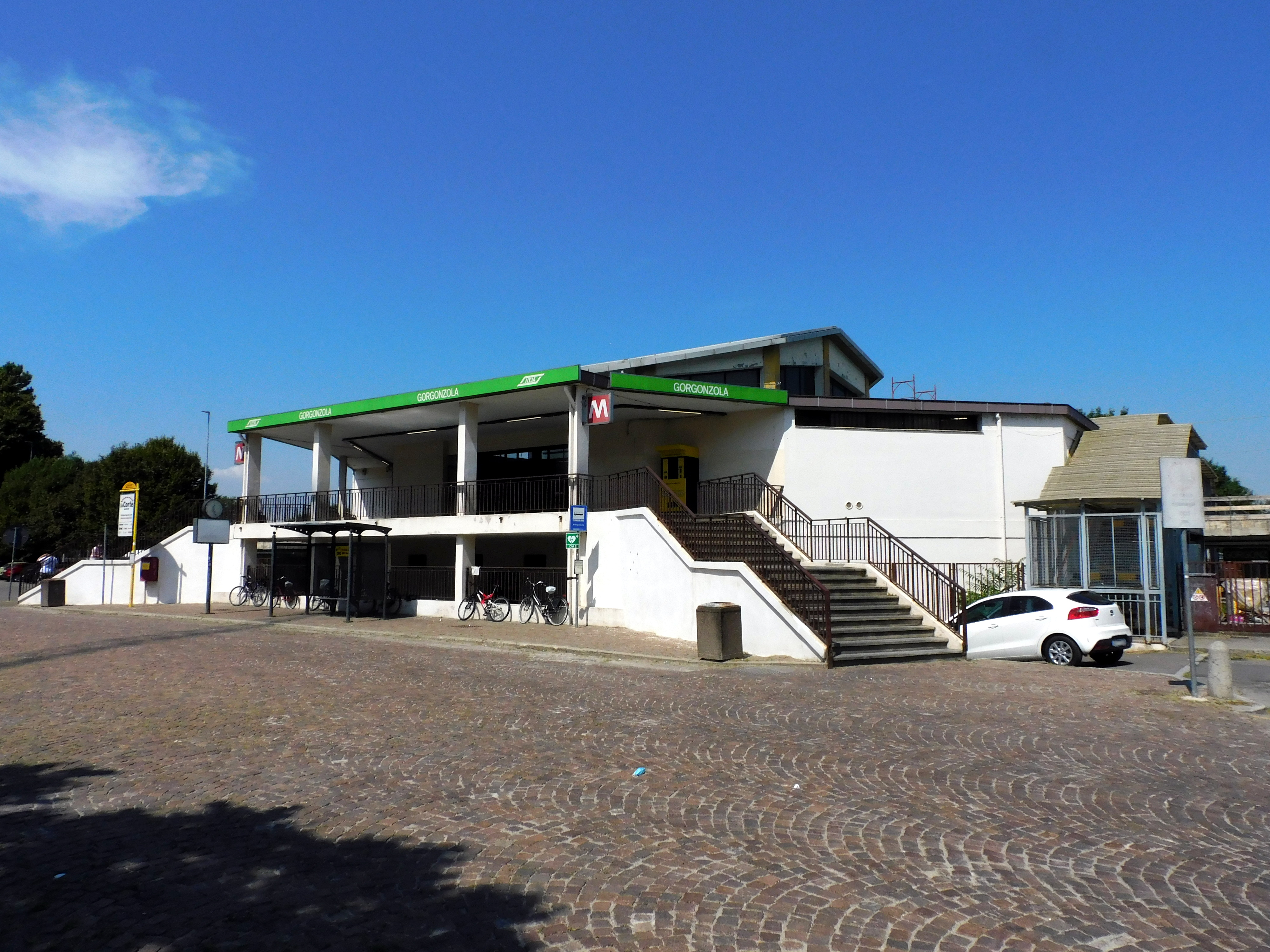
Il fabbricato viaggiatori

Il piazzale della stazione fu progettato e costruito a quattro binari, serviti da due banchine coperte da pensiline. Il fabbricato viaggiatori venne costruito a sud e collegato alle banchine con un sovrappasso.
La decisione di dotare la stazione di quattro binari risaliva al progetto originario delle linee celeri dell'Adda, che prevedeva servizi locali e diretti, per il quale erano necessari binari di precedenza: i due binari centrali, infatti, sarebbero stati destinati ai convogli da e per Bergamo. La presenza di quattro binari si rivelò tuttavia utile solo fra il 1972 e il 1978, quando la stazione fu impiegata come interscambio con la tranvia per Vaprio.
In seguito il binario laterale settentrionale fu demolito, mentre quello meridionale fu troncato in direzione Villa Pompea. A seguito dei lavori di ristrutturazione del quadriennio 2019-23, questo binario fu ulteriormente troncato per consentire la costruzione di una linea d'ascensore interna.

## Interscambi
- Fermata autobus

## Servizi
La stazione dispone di:
- Accessibilità per portatori di handicap
- Ascensori
- Emettitrice automatica biglietti
- Stazione video sorvegliata
- Servizi igienici
- Sovrappasso pedonale